# Zubowo
Zubowo (białorus. Зубава) – wieś w Polsce położona w województwie podlaskim, w powiecie bielskim, w gminie Bielsk Podlaski. 
W latach 1975–1998 miejscowość administracyjnie należała do województwa białostockiego.

## Historia
Według Pierwszego Powszechnego Spisu Ludności, przeprowadzonego w 1921 r., wieś liczyła 56 domostw, które zamieszkiwało 281 osób (138 kobiet i 143 mężczyzn). Niemal wszyscy mieszkańcy Zubowa, w liczbie 279 osób, zadeklarowali wyznanie prawosławne, pozostałe 2 osoby zgłosiły wyznanie rzymskokatolickie. Podział religijny mieszkańców Zubowa odzwierciedlał ich strukturą narodowo-etniczną, gdyż 279 mieszkańców podało białoruską przynależność narodową, a 2 polską. W okresie międzywojennym miejscowość znajdowała się w gminie Pasynki.
19 maja 2012 r. w ramach Międzynarodowego Festiwalu Podlasko-Poleskiego „Tam po majowuj rosi” przez wieś przeszedł wiosenny korowód białoruskich zespołów obrzędowych z Podlasia oraz Ziemi Kobryńskiej, podczas którego wspólnie z mieszkańcami wsi śpiewano ginące pieśni ludowe Białorusinów Ziemi Bielskiej. Wydarzenie zorganizowane zostało przez Muzeum Małej Ojczyzny w Studziwodach.

## Urodzeni w Zubowie
- Konstanty Wiazowski - duchowny i teolog baptystyczny, w latach 1987-1995 prezes Naczelnej Rady Polskiego Kościoła Chrześcijan Baptystów

## Inne
Prawosławni mieszkańcy miejscowości przynależą do parafii pw. Narodzenia św. Jana Chrzciciela w niedalekich Pasynkach.